# 木村隆志
木村 隆志（きむら たかし、1973年5月23日 - ）は、日本のコラムニスト、人間関係コンサルタント、タレントインタビュアー、テレビ解説者。静岡県浜松市出身。O型。

## 来歴
1996年より名古屋の結婚式場に勤めるも、2000年に退社して結婚コンサルタント、2002年に恋愛コンサルティングとして活動したのちに制作会社勤務を経て2005年頃に独立。

## 受賞歴
- 2017年東洋経済オンライン年間MVP

## 審査員
- コンフィデンスアワード・ドラマ賞

## 著書
- 『告白女 〜運命を変える告白術51』（サンクチュアリ・パブリッシング、2008年12月）
- 『〜出社から帰宅まで〜 好感度がアップする プラスひと言会話表現605』（こう書房、2010年6月）
- 『トップ・インタビュアーの「聴き技」84』（TAC出版、2011年3月）
- 『友活はじめませんか? 〜30代からの友人作り』（遊タイム出版、2011年9月）
- 『恋のリトマス試験紙 〜5秒で彼診断』（毎日新聞出版、共著、2011年9月）
- 『40歳からはじめる 一生の恋人の見つけ方』（同文館出版、2013年4月）
- 『話しかけなくていい！会話術』(ＣＣＣメディアハウス、発売日：2016年1月)
- 『嵐の愛され力~幸せな人生をつかむ36のポイント』(サイゾー、発売日：2016年2月)
- 『独身40男の歩き方』(ＣＣＣメディアハウス、発売日：2016年12月)

## 連載
- 『Business Journal』木村隆志「現代放送のミカタ」（2016年 - 連載中）
- 『YOMIURI ONLINE』　恋愛結婚に年齢制限なし（2009年 - 連載中）
- 『@nifty恋愛結婚』　恋愛白書（2011年 - 連載中）
- 『All About』 男のプロポーズ・ガイド（2011年）
- 『マイナビニュース』　連ドラ全作視聴レビュー、まとめコラム（2012年 - 連載中）
- 『マイナビニュース』　 芸能まるごと1週間（2012年 - 連載中）
- 『サンプリングTV』 NEXTブレイカーを探せ、最旬オトコをチェック！（2009 - 2010年）
- 『Deatre』芸能コラム・これってギリセーフ!?（2009年）

## 主なメディア出演
テレビ・ラジオ
- 『新・週刊フジテレビ批評』（フジテレビ、2013年6月）「春ドラマ批評」 - ウェイバックマシン（2015年1月13日アーカイブ分）
- 『マツコ&有吉の怒り新党』（テレビ朝日、2013年6月）「新・3大○○」『炎の犬』ドラマ評論の有識者
- 『百識王』（フジテレビ、2012年11月）「推理ドラマ」
- 『キングコングのあるコトないコト』（メ〜テレ、2012年9月）「芸能リポーター」
- 『PARK IN THE SKY』（J-WAVE、2012年4月）「人づきあいのコツ」
- 『芸能★BANG』（日本テレビ、2012年1月）「二世タレント」
- 『新おとな総研@G＋』（日テレG+、2009年4月）「40歳からの恋愛」

新聞・雑誌
- 『週刊SPA!』（扶桑社、2012年8月）「年々、友だちが減っていく現象の恐怖」
- 『steady.』3月号（宝島社、2012年2月）「脱出したい!! ワンマン恋愛症候群」
- 『読売新聞』（2011年12月）
- 『SUUMO』（リクルート、2011年9月）「性格別マンション探し方診断」
- 『日経WOMEN』4月号（日経BP社、2011年3月）「職場で言いにくいことを伝える魔法のフレーズ」
- 『BAILA』1月号（集英社、2010年12月）「○○な女がなぜモテる！？」
- 『CURCUS』10月号（KKベストセラーズ、2010年9月）「結婚相手はどこにいる？」
- 『週刊女性』（主婦と生活社、2010年7月）「週女特選 話題のエンタ」
- 『non-no』（集英社、2010年4月）「お悩み解決！つぶやきBOOK」
- 『MORE』9月号（集英社、2009年8月）「浮気される女 30の法則」
- 『MISTY』3月号（実業之日本社、2009年2月）
- 『Audition』3月号（白夜書房、2009年2月）「恋愛必勝テク」
- 『ダ・ヴィンチ』2月号（メディアファクトリー、2009年1月）

ウェブ
- 『L25』（2012年12月）「男性の求めるハンサムウーマンとは？」
- 『WooRis』（2012年10月） 「失敗しない男選びの極意」
- 『Menjoy!』（2012年6月]）「気になる相手から告白させるテクニック」
- 『日経WOMAN online』（2012年3月）「謝る、断るをサラリと伝える」
- 『ユニバーサルミュージック』（2012年2月）「恋愛総研」
- 『youbride』（2011年10月） 「恋愛クリニック／10歳年下の男」
- 『ヒトメボ』（2011年5月） 「男性がグッとくる女性の仕草」
- 『セキララゼクシィ』（2011年5月） 「男をつかむなら胃袋をつかめってホント？」
- 『派遣ネット』（2010年1月） 「オフィスラブ成就テク 〜きっかけ篇〜」
- 『Ozmall』（2009年2月）「特ダネ情報 Entertainment」
- 『独女通信』（2009年2月） 「ズバリ!! 独女の“告白成功率”は何％？」
- 『Deatre』（2008年12月） 「同棲って結婚につながるの？」